# Campbell (Ausztráliai fővárosi terület)
Campbell az ausztrál főváros, Canberra egyik elővárosa. A központi üzleti kerület egy részén fekvő település, a Mount Ainslie hegység lankáin terül el. A 2006-os népszámlálás adatai alapján Campbell lakóinak száma 4797 fő volt.
A külváros nevét Robert Campbellről kapta, aki a város mai területén elhelyezkedő, korábban "Duntroon station" nevű terület tulajdonosa volt. Robert Campbell és családja számára sok épület épült Canberra közelében, mint például a Blundell's Cottage, a St John the Baptist Church, Reid, Duntroon House és a Yarralumla House, amely ma a yarralumlai Government House.
A település utcái megtekinthetők a Google Street View (Utcakép) szolgáltatással.
Campbellben található az Australian War Memorial (Ausztrál háborús emlékmű), a Royal Military College Duntroon (Királyi Katonai Kollégium, Duntroon), az Australian Defence Forces Academy (Ausztrál Hadsereg Akadémiája) és a CSIRO társaság főhadiszállása. A külváros területén helyezkedik még el egy a különleges üzleti igényeket kielégítő Campbell Park Offices, amely Ainslie Village városrészben található.
A külvárosban az alábbi oktatási intézmények találhatóak:
- Campbell High School (Campbell Középiskola)
- Campbell Primary School (Campbell Általános Iskola) és a
- Canberra Grammar Northside Infant School Canberra (Északi Nyelvi Gyermeknevelő)

## Földrajza
Campbell területének java részét az Ainslie vulkán alsóbb rétegei alkotják, a szürke dácit, és egyéb vulkanikus kitörések során keletkezett vulkáni kőzetek, mint például vulkáni tufa. A terület északi részén szürke kvarcandezit található, amely a későbbi vulkáni kilökődések eredménye. Az északkeleti részeken riolittufa rétegeket találunk, amely a legfiatalabb vulkáni nyomok a vidéken. Az Ainslie vulkán a szilur időszakban keletkezett. A földtörténeti harmadidőszakból származó folyami üledékek, mint például a folyami kavicsok még abból az időből származnak, amikor még a Molonglo-folyó magasabb szinten folyt, mint most.

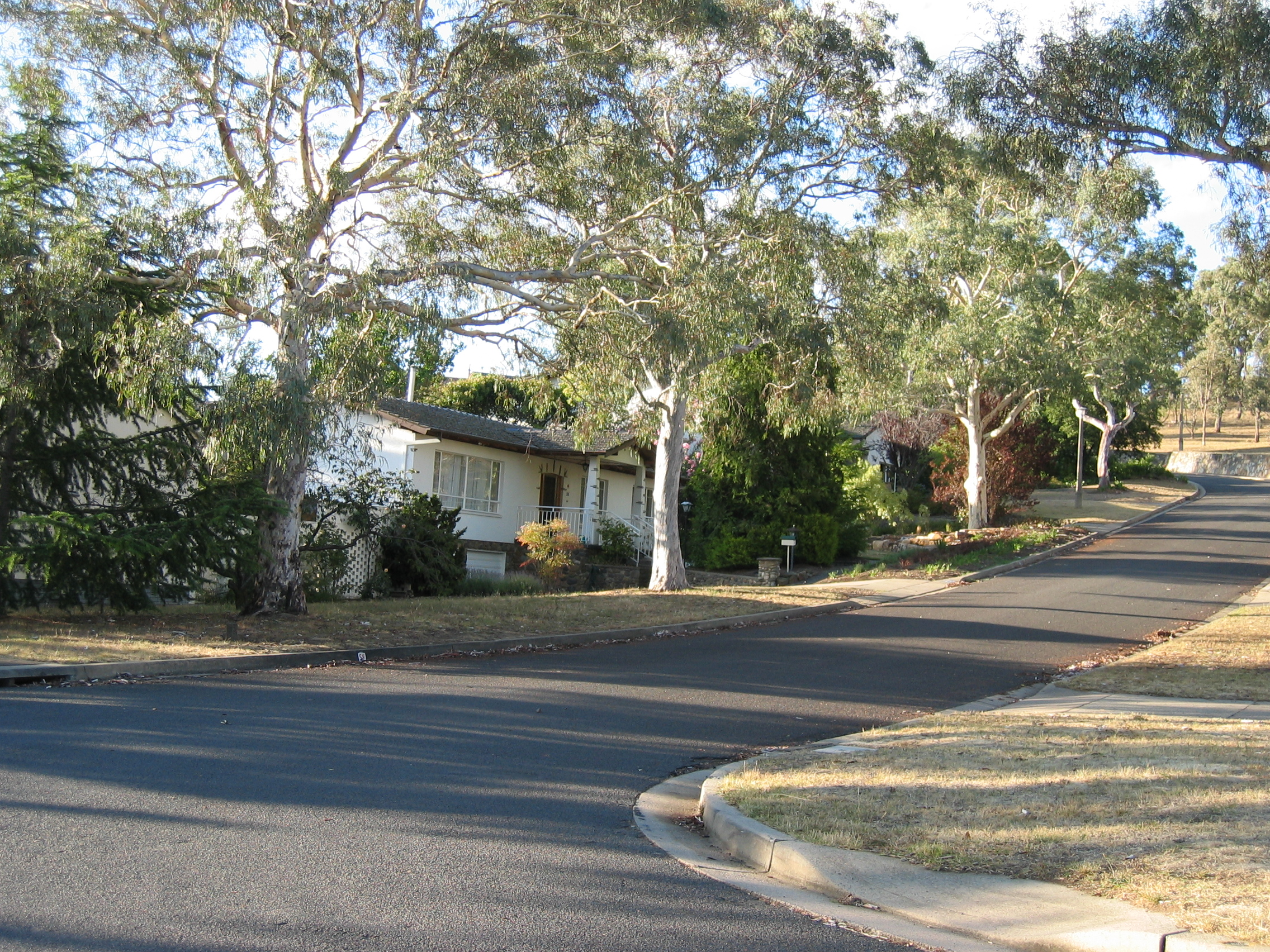
Patey Street, Campbell város egyik tipikus utcaképe
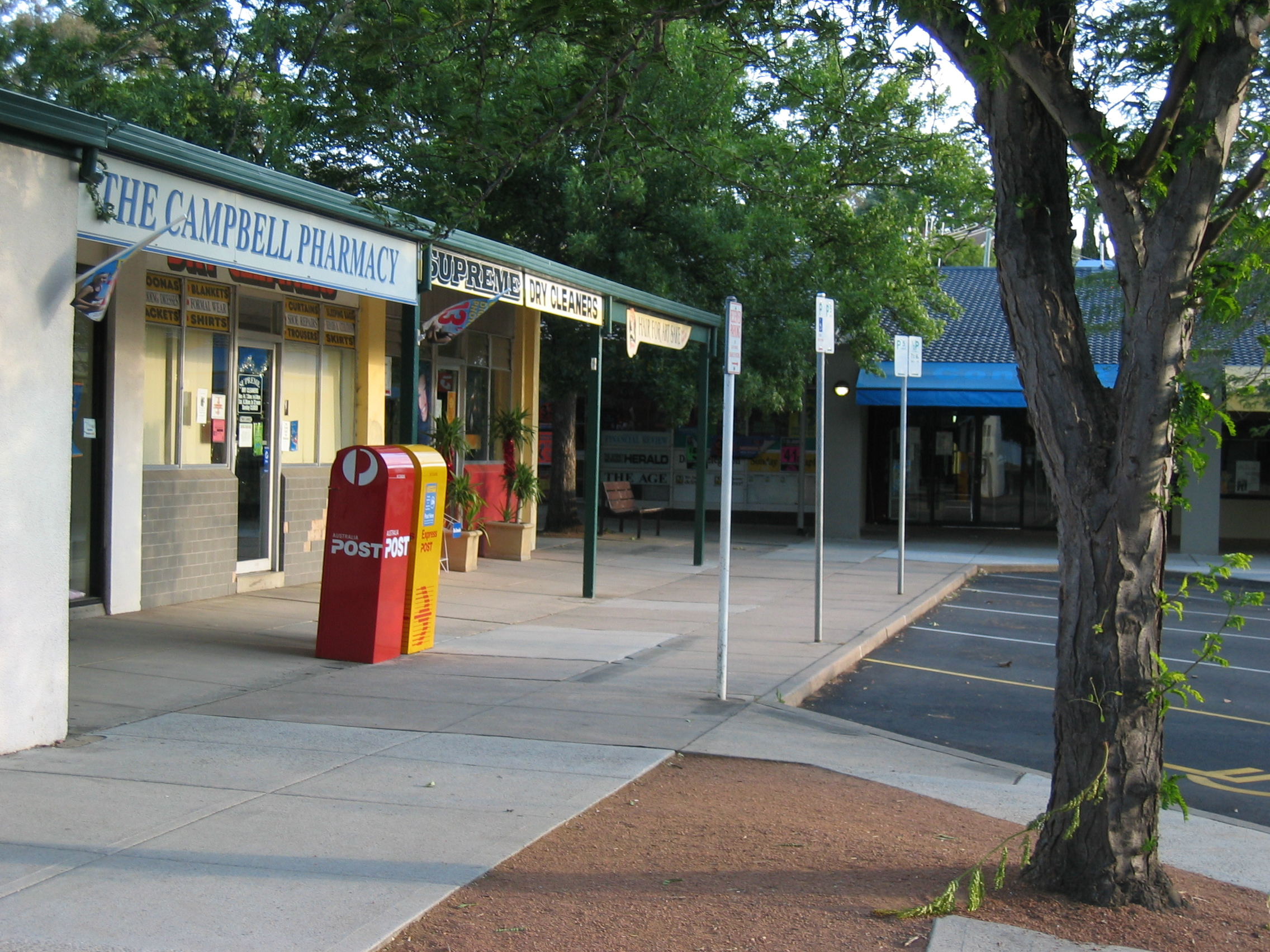
Campbell helyi boltok
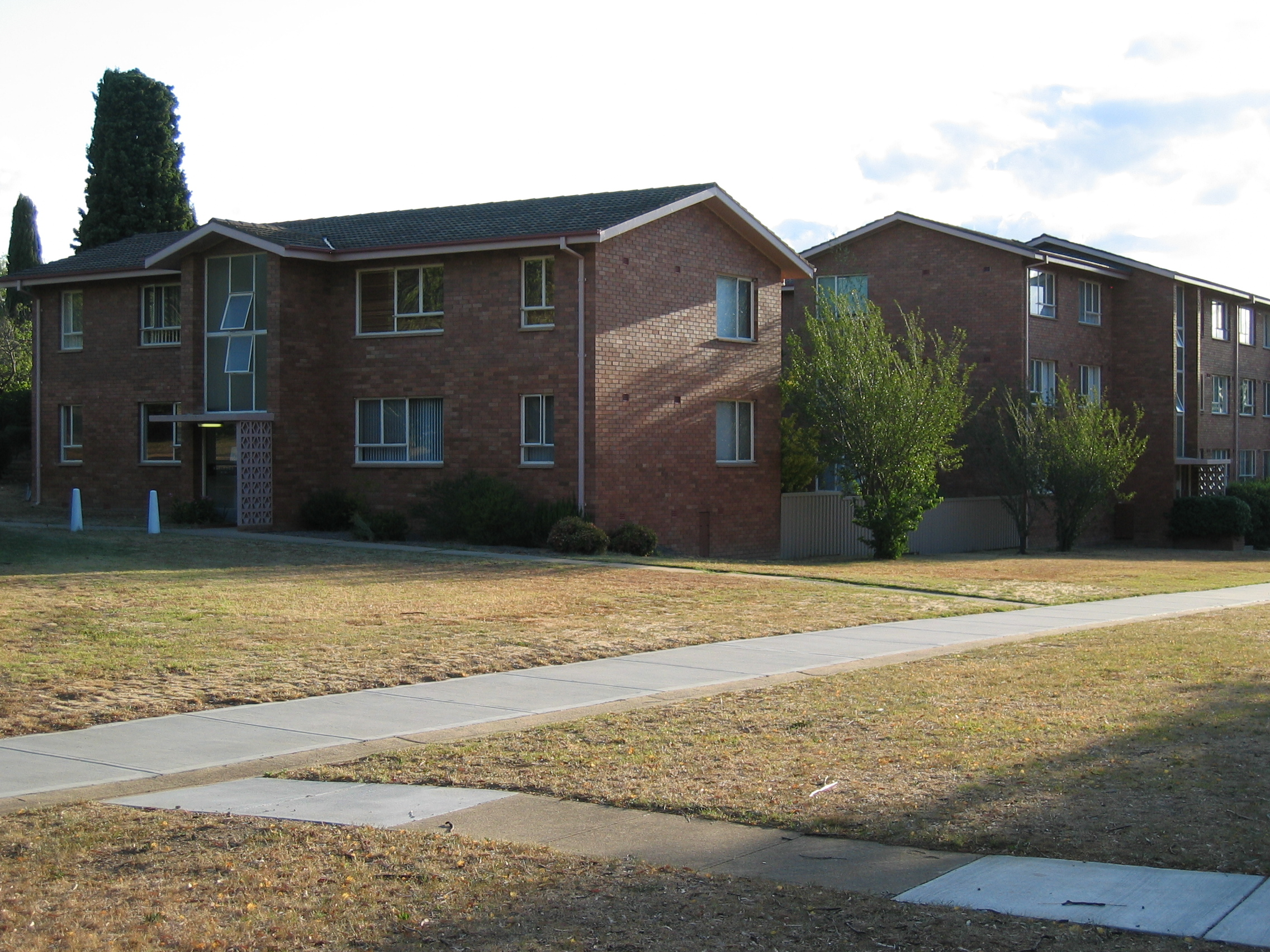
Átlagos lakóházak a belvárosban
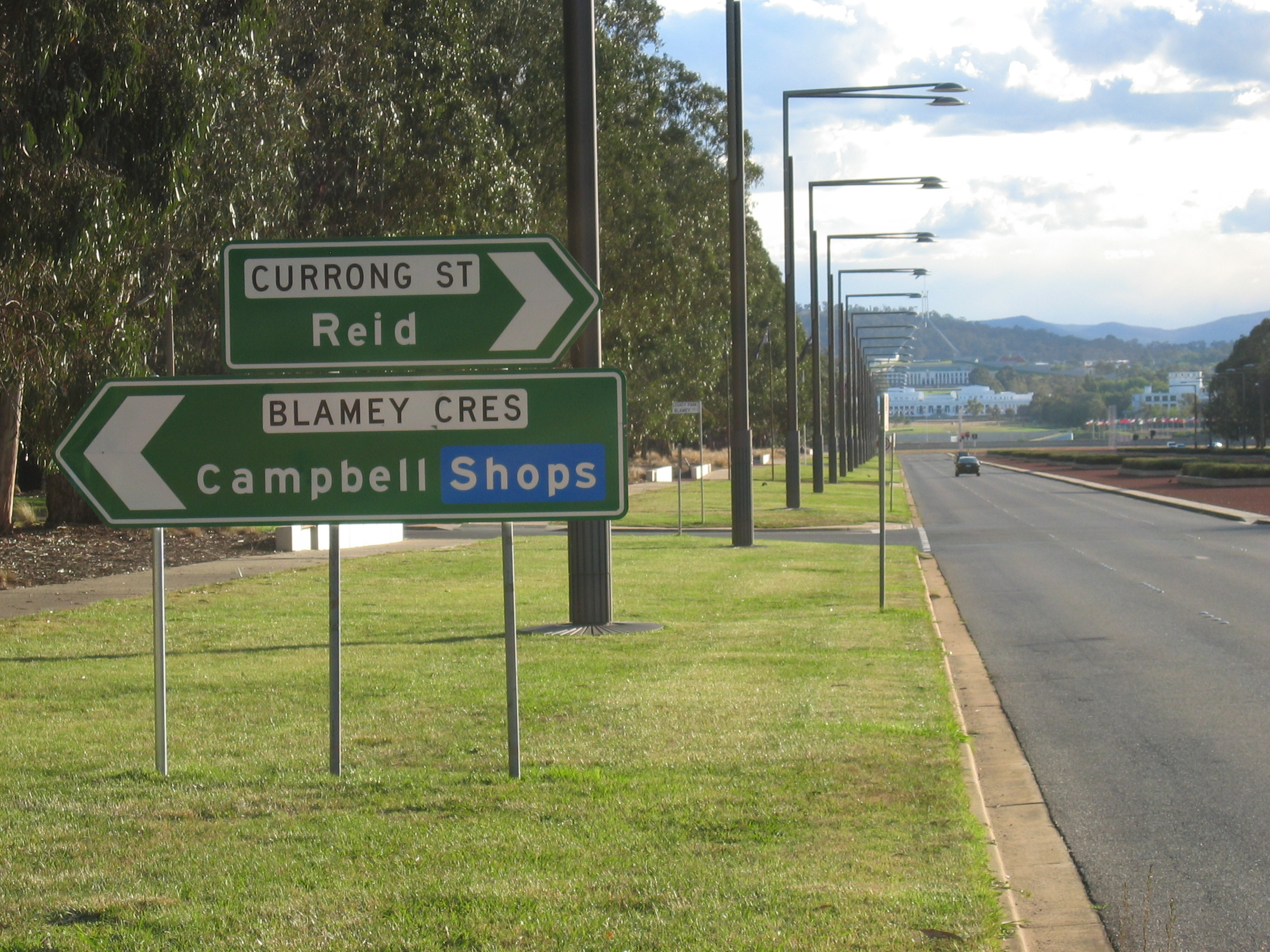
A külváros nyugat felől Anzac Parade-dal határos
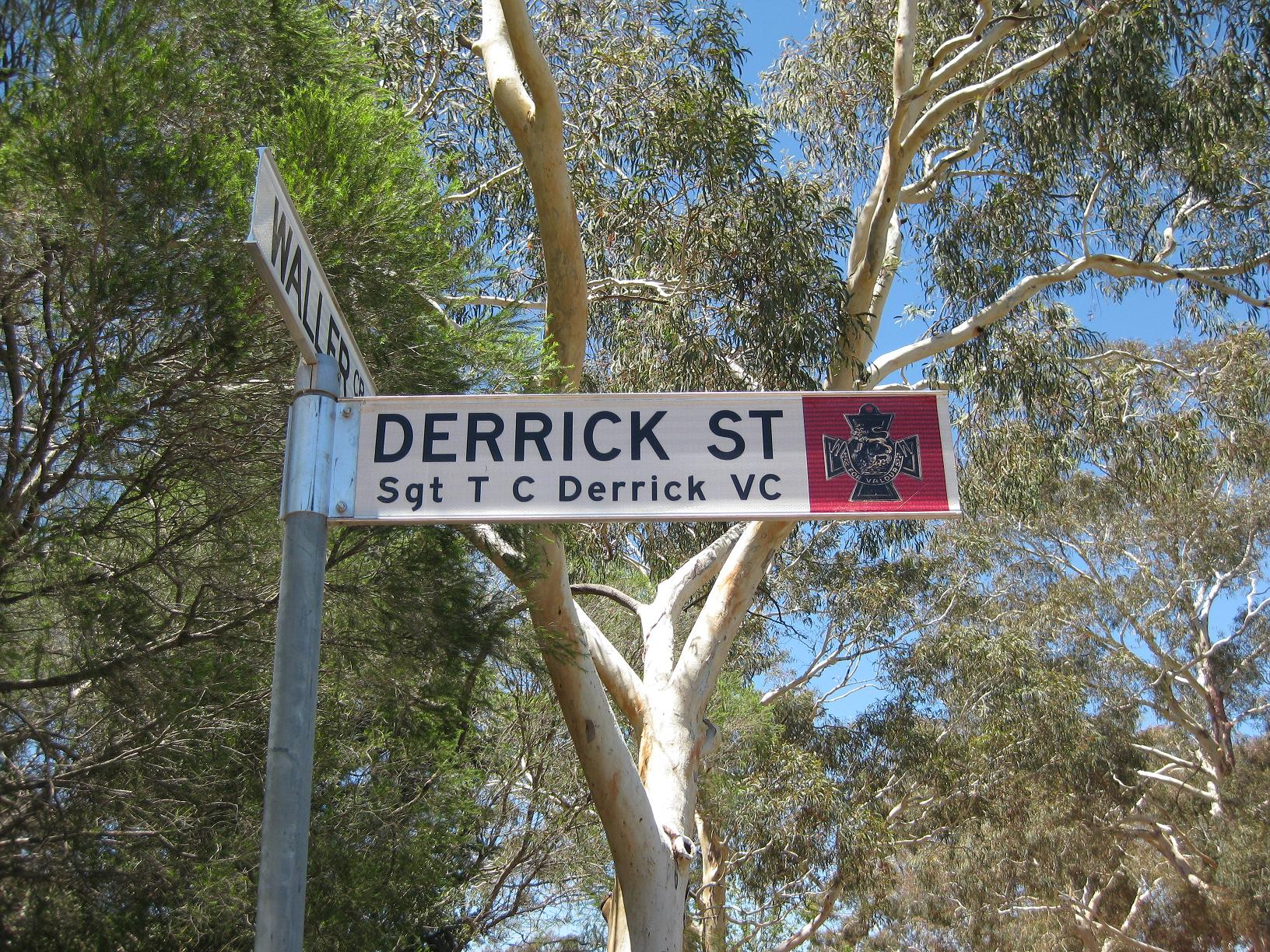
Campbell legtöbb utcája katonákról van elnevezve
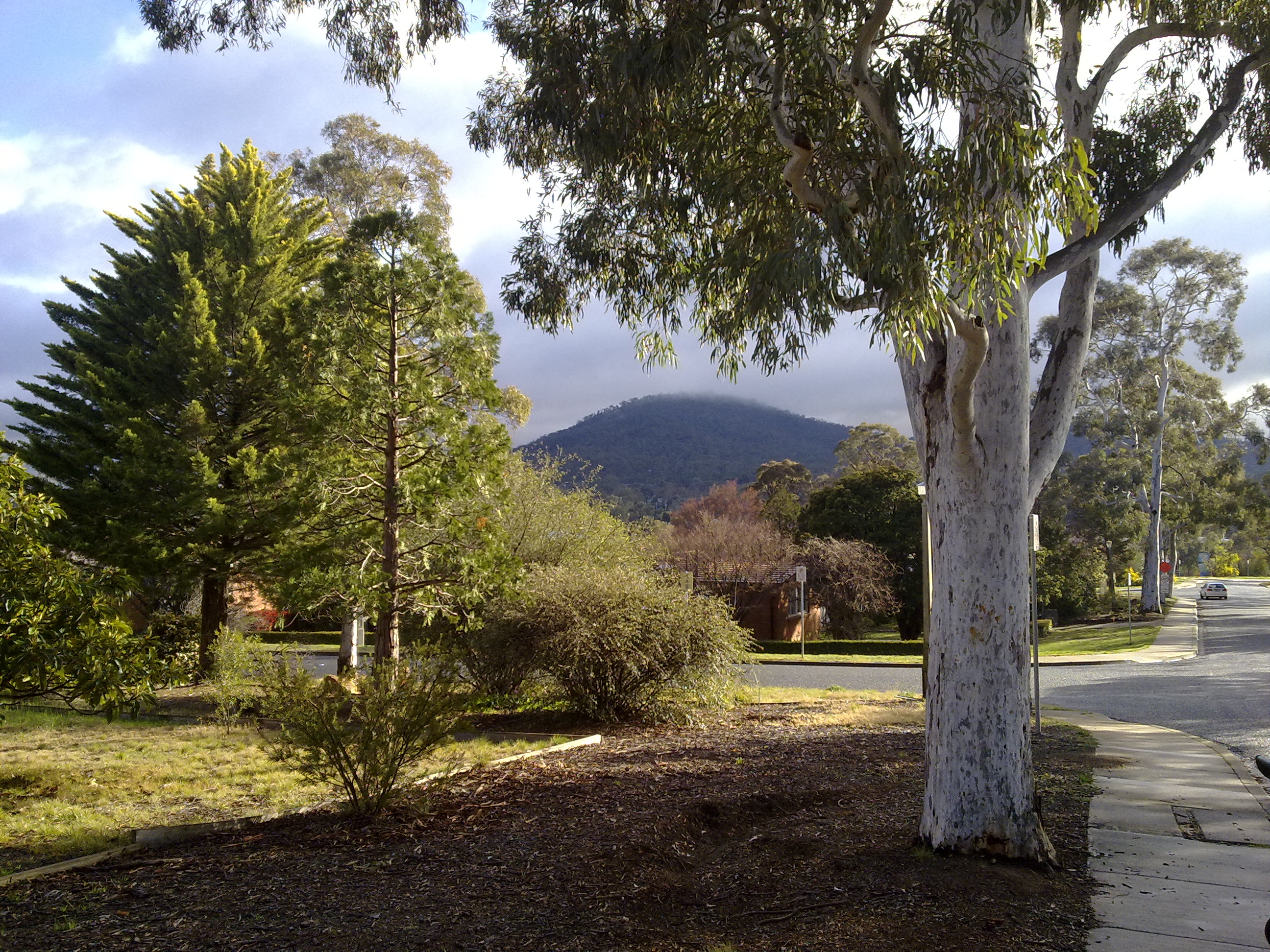
A Mount Ainslie látképe az Elliot Street és a Vasey Cresent kereszteződés felől, Campbellben.
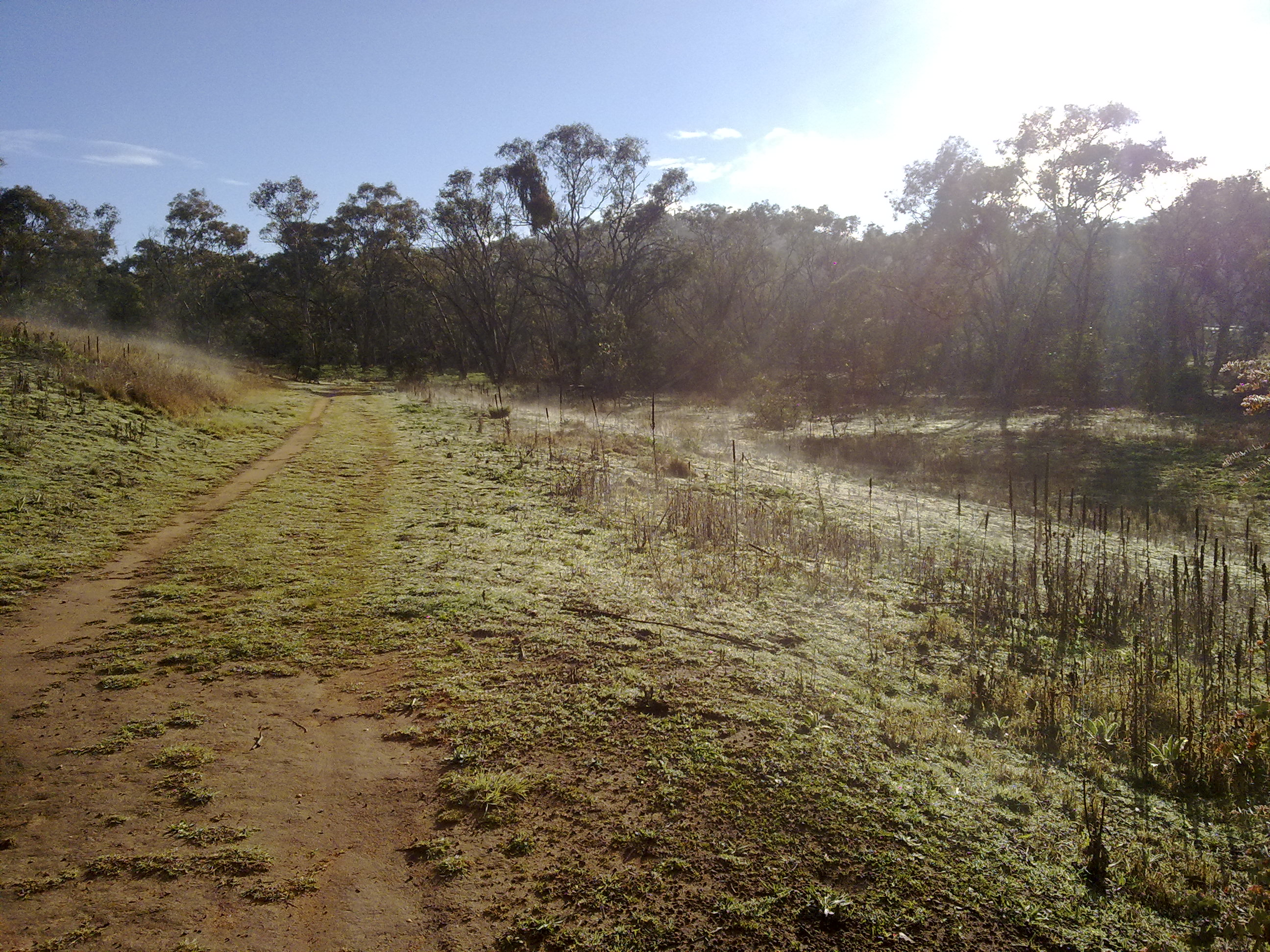
Egy használaton kívüli földút a Vasey Cresent rezervátum mögött Northcott Drive mellett Campbellben.
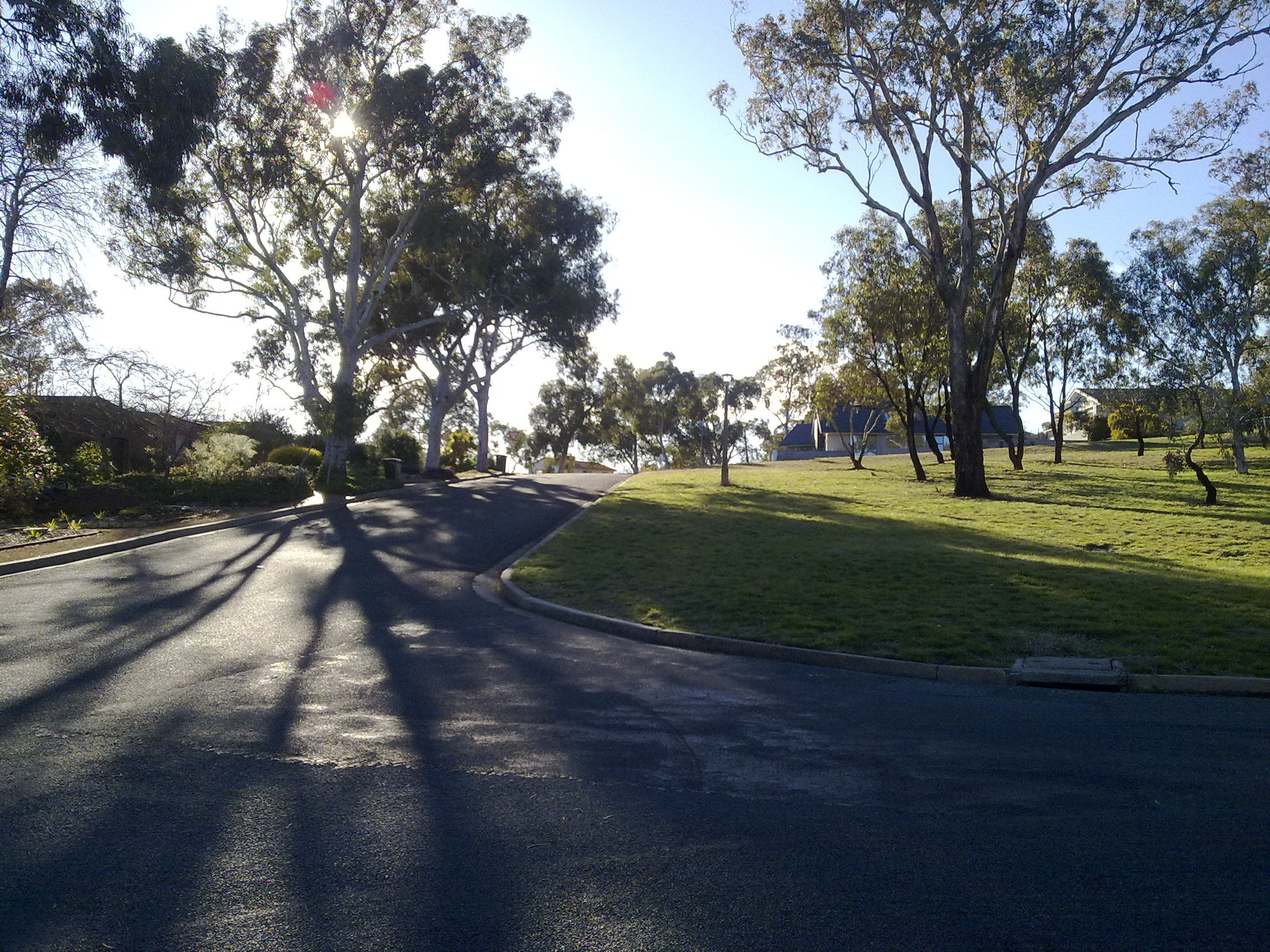
Patey Street látképe a Garsia Street kereszteződésnél.

## Fordítás
Ez a szócikk részben vagy egészben  a   Calwell, Australian Capital Territory című angol Wikipédia-szócikk ezen változatának fordításán alapul.  Az eredeti cikk szerkesztőit annak laptörténete sorolja fel. Ez a jelzés csupán a megfogalmazás eredetét és a szerzői jogokat jelzi, nem szolgál a cikkben szereplő információk forrásmegjelöléseként.